# Turre

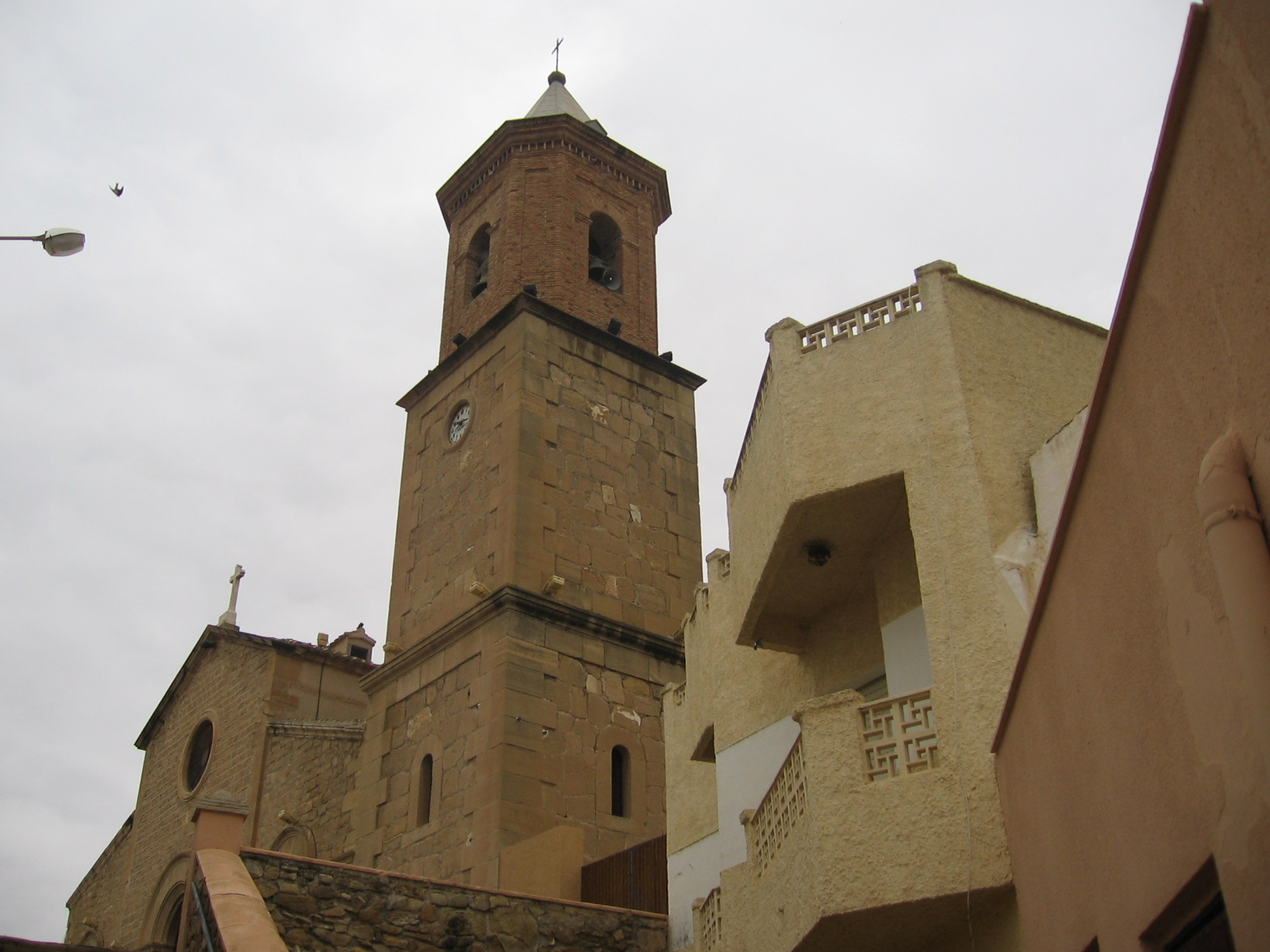
Parroquia de La Purísima de Turre

Turre es una localidad y municipio español de la provincia de Almería, en Andalucía. Forma parte de la comarca del Levante Almeriense y de la mancomunidad de municipios del Consorcio del Río Aguas. Pertenece al partido judicial de Vera junto con Antas, Bédar, Carboneras, Cuevas del Almanzora, Los Gallardos, Garrucha, Lubrín y Mojácar. Cuenta con una población de 4209 habitantes (INE 2024).

## Geografía física
Turre consta de 107,96 km² de extensión municipal y se eleva 48 metros sobre el nivel del mar (m s. n. m.), se encuentra a 85 km de la capital de provincia y a escasos 4 km de la costa mediterránea, sus coordenadas geográficas son 37° 09′ N, 1° 53′ O, el municipio se encuentra sito entre la orilla del río Aguas y al pie de Sierra Cabrera, en toda su extensión municipal consta de dos máximas altitudes aproximadas a los 1000 m s. n. m., estas cumbres son el Cerro de la Mezquita (962 m s. n. m.) y el Cerro Arráez (919 m s. n. m.), por lo que Sierra Cabrera recibe nevadas algunos inviernos.

### Ubicación
Municipios limítrofes:
- Al norte: Vera.
- Al sur: Carboneras.
- Al sureste: Mojácar.
- Al este: Garrucha.
- Al noroeste: Los Gallardos.

Todos ellos, dentro de la provincia de Almería.

### Clima
|        | Ene | Feb | Mar | Abr | May | Jun | Jul | Ago | Sep | Oct | Nov | Dic |  |
| ------ | --- | --- | --- | --- | --- | --- | --- | --- | --- | --- | --- | --- |  |
| España | 50  | 48  | 55  | 44  | 47  | 13  | 8   | 18  | 39  | 78  | 60  | 55  |  |
| Turre  | 30  | 33  | 53  | 47  | 16  | 2   | 1   | 1   | 9   | 27  | 69  | 51  |  |

|        | Ene | Feb | Mar | Abr | May | Jun | Jul | Ago | Sep | Oct | Nov | Dic |  |
| ------ | --- | --- | --- | --- | --- | --- | --- | --- | --- | --- | --- | --- |  |
| España | 7   | 7   | 11  | 13  | 16  | 22  | 24  | 24  | 20  | 16  | 10  | 7   |  |
| Turre  | 10  | 11  | 14  | 15  | 17  | 24  | 25  | 25  | 22  | 18  | 13  | 10  |  |

(Gráficas obtenidas del Instituto Nacional de Meteorología)

### Riesgos naturales
El municipio de Turre cuenta con un PTEL que cumple con la Ley 5/2010 sobre autonomía local.

## Naturaleza

### Fauna y flora
Flora
En cuanto a la flora y la fauna locales, el municipio de Turre presume de una gran riqueza, siendo Sierra Cabrera el centro neurálgico de las mismas. Este paraje estuvo hasta el siglo XVIII cubierto de bosques de alcornoques y encinas, pero el hacha, el arado y los rebaños terminaron por hacerlos desaparecer. De los antiguos alcornocales que poblaban la sierra, tan solo quedan unos cuantos pies de alcornoque (Quercus suber) centenarios con un incalculable valor natural, ecológico y genético, ya que son una rareza en el Sudeste Español y únicos en la comarca. Parecida suerte corrieron los encinares y, en la actualidad, solo quedan pequeños rodales en las cumbres compuestos por encina (Quercus rotundifolia), coscoja (Quercus coccifera) y enebro (Juniperus oxycedrus). En la zona conocida como Los Murtales se han efectuado repoblaciones con pino carrasco (Pinus halepensis).
La vegetación actual de la sierra está formada por matorrales mediterráneos como son los retamares, espinares, jarales, albaidales, romerales, tomillares, aliagares o espartizales, entre los que aparecen especies como el palmito (Chamaerops humilis), el lentisco (Pistacia lentiscus), el acebuche (Olea europaea), el aladierno (Rhamnus alaternus) o el labiérnago (Phillyrea sp.)
Alrededor de las numerosas fuentes, manantiales, barrancos y ramblas húmedos se desarrollan especies como la adelfa (Nerium oleander), el almez (Celtis australis), el álamo blanco (Populus alba) y el nogal (Juglans regia). En estos lugares excepcionalmente húmedos también aparece un roble, el quejigo (Quercus faginea), y el madroño (Arbutus unedo), que junto con el ya mencionado alcornoque, constituyen, a pesar de su escaso número, las joyas de la botánica de la sierra, tanto por su localización (ya que alcornoques, quejigos y madroños son extremadamente raros en la provincia natural Murciano-Almeriense, en la que se encuadra Sierra Cabrera) como por su gran bagaje genético (ya que les hace capaces de sobrevivir en un espacio tan "seco").
Fauna
En cuanto a la fauna de Sierra Cabrera, cabe destacar, que cuenta con jabalíes, zorros, garduñas y tejones, entre los mamíferos. También cuenta con diversas especies de aves, entre ellas varias rapaces. Con respecto a los reptiles destaca el lagarto ocelado y una importante población de la amenazada tortuga mora (Testudo graeca). En las balsas y charcos pueden encontrarse diferentes anfibios. También hay que destacar la presencia de especies cinegéticas como la perdiz roja, el conejo y la liebre.

## Historia
Turre, del latín "Turris-is" (Torre), es una soleada villa que se puede considerar el resultado histórico de las circunstancias socioculturales del Levante Almeriense; esto se demuestra con la aparición en la misma de valiosos asentamientos de distintas civilizaciones mediterráneas, como son la cultura de Los Millares, la argárica y la ibero-romana.

### Prehistoria y Antigüedad

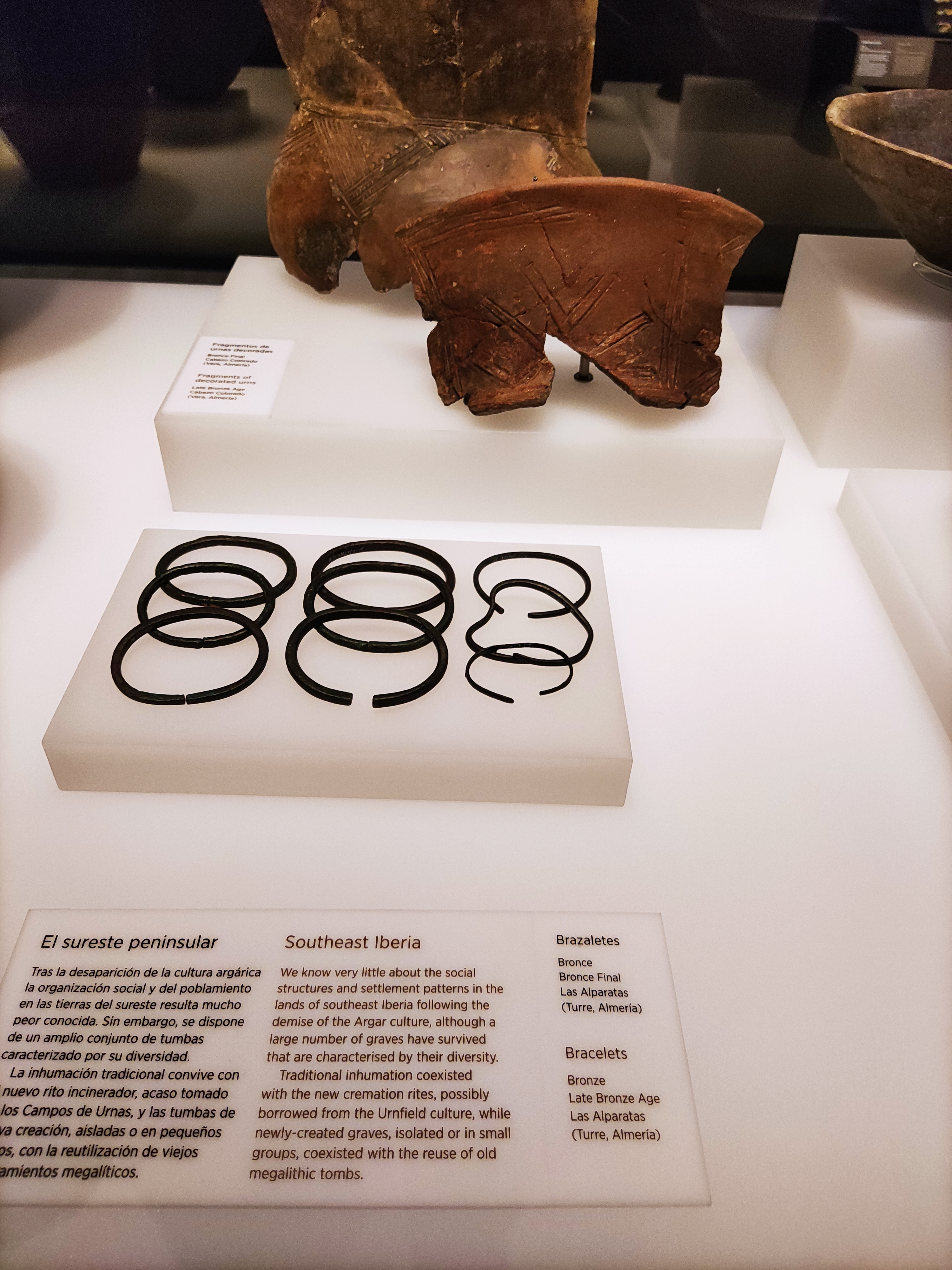
Brazaletes de bronce. Bronce final. Las Alparatas. Museo Arqueológico Nacional

Los primeros restos encontrados datan del Paleolítico (Cueva de las Palomas) y los primeros asentamientos del Neolítico, como atestiguan los restos arqueológicos encontrados en el paraje de Gátar en Sierra Cabrera. También existe un yacimiento arqueológico de época argárica, el poblado de Gatas, en la misma sierra.La época romana del Bajo Imperio Romano dejó sus huellas en las cercanías del municipio, donde al abrigo del Río Aguas se han encontrado restos de este período en el paraje de Cadimar.

### Edad Media y Renacimiento
La despoblación sufrida en el siglo XII por diferentes causas, fue subsanada con repartimientos de tierras a pobladores de origen musulmán que llegaron de otras zonas del Reino de Granada, dándose un fuerte impulso económico, sobre todo a nivel de infraestructuras y productivo, de esta manera, el siglo XII es de gran importancia para la localidad. Data del siglo XV la configuración del actual Turre por parte de habitantes mudéjares, a partir del siglo XVI los mudéjares pasan a ser moriscos (cristianos nuevos de origen moro), muy relevantes son los asentamientos de Cabrera y Teresa, esta última abandonada una noche de 1569 en las que sus pobladores moriscos, agobiados por los requerimientos cristianos, cruzaron Sierra Cabrera para embarcarse en un viaje sin retorno rumbo a África. Estos lugares contaron con núcleos de población muy importantes para la época, dedicados principalmente a la agricultura, la ganadería y a la cría del gusano de seda.

#### Turre como Villa
Iba a coincidir con el Descubrimiento de América la formación del núcleo urbano turrero en 1493, este se produjo por otra de las numerosas circunstancias comarcales ya comentadas y, es que, al efectuarse el reparto de tierras de los mudéjares expulsados de Mojácar, se iba a formar un asentamiento que evolucionaría con el tiempo y daría como resultado lo que hoy conocemos como Villa de Turre hacia el siglo XIII, época en la que la comarca vivía un estado de guerra latente, lo que llevó a la construcción de fortificaciones y torres vigías cuya función era la de alertar de la presencia de intrusiones de tropas cristianas en la zona. Una de estas torres se construye en Turre, dándole nombre al lugar, en donde existía una gran concentración de cortijos y que actuaba como alquería de Mojácar. En 1.596, por Real Privilegio de Felipe II, parte de su término municipal fue desmembrado de la ciudad de Mojácar. El resto del actual término municipal (Sierra Cabrera) fue incorporado en 1.837, hasta esta fecha había pertenecido a la ciudad de Vera.

### SigloXIX: "El siglo minero."
El siglo XIX y los principios del siglo XX van completamente ligados al auge y quiebra económicas provinciales, el siglo XIX se inicia con la Guerra de la Independencia Española, que dejará tristes secuelas con la incursión de las tropas francesas, el hambre, la fiebre amarilla y la viruela asuelan todo hacia 1812, pasan dos décadas de penurias en la comarca.
En 1838 se produce una vuelta de hoja en la historia contemporánea de la zona, convirtiéndose en el centro neurálgico de la minería y metalurgia mundiales gracias al descubrimiento casual de una veta de galena argentífera en el barranco del Jaroso, por parte de un labrador de Cuevas del Almanzora (Andrés López, alias “El Perdigón”), supuso el inicio de una frenética actividad extractiva a gran escala que nutrió de trabajo y riqueza la zona, a las minas de plomo de la Sierra de Gádor, se les sumaba, de esta forma, la producción de la galena argentífera de Almagrera. También se crearon importantes infraestructuras metalúrgicas para la desplatación y fundición del plomo en Villaricos, Palomares y lo que después acabaría siendo Garrucha, evidentemente esto sirvió para nutrir a los habitantes de Turre de trabajo, aunque la economía siguió basándose en la agricultura y la ganadería locales.
Todo este proceso estuvo acompañado por movimientos especulativos y operaciones fraudulentas sin precedentes; así, desde 1839 hasta 1845 se realizaron en España más de 13 000 transferencias de acciones de las minas de Almagrera, alcanzando un valor en el mercado financiero superior a los 60 millones de reales. Sin embargo, las grandes “fortunas” quedaron en manos tan sólo de unos pocos accionistas, pero no fueron estos problemas financieros los que socavaron el desarrollo del complejo minero, sino otros de carácter técnico; en 1847 comenzaron a inundarse diversas galerías. Bombear ingentes cantidades de agua hacia el exterior de las mismas se convirtió en el primer escollo para los ingenieros de la época, situación que se mantuvo hasta el cierre definitivo de las minas.
Con la llegada del siglo XX la minería del plomo y la plata almeriense entró en una profunda crisis debido a diferentes parámetros, entre los que pueden destacarse la irrupción en el mercado europeo del plomo Norteamericano, la insuficiente dimensión de las explotaciones y las dificultades técnicas para el desagüe de las minas ya mencionadas. Las explotaciones mineras contribuyeron a la “definitiva” deforestación de las Sierras de Almagro, Cabrera y Bédar, el incremento sin precedentes de la población humana en la comarca, atraída por la minería y actividades colaterales, supuso una importante presión sobre el medio; así, se multiplicaron las áreas de cultivo, se roturaron terrenos forestales y se asistió a nuevos usos del monte como la recolección masiva de esparto, demandada entonces por la industria papelera inglesa. El período desde 1840 a 1930 define y perfila lo que es la reciente herencia cultural como pueblo, es la memoria viva que permanece, aunque su transmisión es mayoritariamente oral.

### SigloXX: Crisis de la Guerra Civil y emigración.
Al comienzo de la II República se cierran todas las minas y se entra en una grave crisis que culmina con la guerra civil española (1936-1939) arruinando al municipio y la comarca y sumiéndolos en la pobreza, el hambre y la desculturalización, ubicado en la retaguardia republicana durante toda la guerra y casi en el olvido por parte de ambos bandos, esto llevaría al municipio a una fase muy marcada por las penurias que exigía el esfuerzo bélico, el descenso de la población (sobre todo la joven) y el avistamiento de enfermedades y epidemias producidas por la desnutrición reinante.
Debido al carácter republicano de la zona, debe comprenderse la gran influencia que tiene la decadencia de la misma en los intereses rurales, casi desde la proclamación de la II República Española, en 1931, se había empezado a conspirar contra ella. Estaba implicada la Unión Militar Española (UME), la junta de generales de Madrid y Emilio Mola en Pamplona; además participaban de la misma varias organizaciones civiles derechistas como falangistas y tradicionalistas que, siguiendo órdenes de sus jefes el iniciar acciones contra elementos izquierdistas que generasen un clima de inseguridad y caos que pudiera justificar la intervención armada. El Gobierno reaccionó ilegalizando algunas de ellas, como la Falange. Los militares pretendían usar a estas organizaciones derechistas para formar unas milicias que los apoyarían durante la sublevación. En Almería se pretendía formar cinco centurias en las que participarían, entre otros, elementos de la Falange Española.
En las elecciones celebradas el 16 de febrero de 1936 vence el Frente Popular (formado por sindicatos y partidos de izquierda puestos de acuerdo en un programa de 14 puntos) para sorpresa de las fuerzas derechistas. Se inicia un periodo de agitación, se producen asaltos contra intereses de la Iglesia y partidos derechistas; se reanuda la Reforma Agraria, paralizada por el gobierno de derechas y se producen la excarcelación de presos políticos. El 17 de julio se inicia la sublevación en Melilla, adelantándose a la fecha que se había fijado por culpa de un falangista traidor, rápidamente se le unen Tetuán y Ceuta. Al día siguiente la sublevación se extiende por Las Canarias, Córdoba y Cádiz ante la impotencia del Gobierno republicano que pretendía controlar la situación y negaba las armas a las milicias obreras que las pedían con insistencia. El día 19 los sublevados ya controlan Castilla y León, Galicia, Navarra, Mallorca y parte de Aragón, pero no habían conseguido sus objetivos de hacerse con Madrid y Barcelona, el Gobierno había perdido toda la capacidad de actuación en su aparato militar, pero no fue derrotado debido a la reacción popular de resistencia frente a los militares, Almería se mantuvo del lado republicano y, como es lógico, lo que iba a pasar en el resto de la provincia dependía de lo que pasara en su capital, debido al arraigo de la misma hacia el bando "rojo", siendo una de las últimas zonas en dejar las armas.
Tras la guerra, el puño del nuevo gobierno iba a caer implacable sobre la comarca, siendo lugar de afrentas, masacres y huidas durante toda la posguerra y mediados de los 50, la falta de medios hace de Turre un rincón prácticamente olvidado del mundo en la época, la mala alimentación y la no-educación están a la orden del día, iban a pasar muchos años de penurias y sufrimiento dejando al municipio casi sin población debido a la alta mortandad y a la emigración (ya fuese por causas políticas o sociales), sosteniéndose el humilde "bienestar" de la época con un preocupante modo de vida basado en una agricultura y una ganadería prácticamente medievales.
A principios del siglo XX, la crisis minera y el declive de la agricultura tradicional produjeron un aumento de la emigración que, como fenómeno generalizado llegó a extenderse hasta 1970. A finales del siglo XIX el destino de los emigrantes era Argelia, pasando a ser Argentina y otros países americanos con la llegada del siglo XX; en los años 50-60 Barcelona, Francia, Alemania y Suiza son receptores de la mayor parte de la población turrera. La población se reduce y se entra en un período de atonía social y económica, que es parecido al que vive toda la comarca y toda la provincia de Almería. Este proceso decadente finalmente se paralizó a principios de los años ochenta, comenzando una fase de crecimiento muy lenta pero sin pausa.

### SigloXXI: El Turre actual.
El Turre actual está marcado por el fenómeno más importante y de mayor repercusión en su historia moderna, que es la total desruralización de su medio agrario, lo que terminó en el abandono sistemático de todas sus cortijadas, motivando el engrandecimiento del casco urbano. La agricultura y ganadería, históricamente principales fuentes de ingresos locales, han desaparecido prácticamente dejando paso a nuevas fuentes económicas como son la construcción, motivada por el turismo que se ha vivido en la zona desde el final de la dictadura franquista, con el llamado "Boom Inmobiliario" al principio del siglo XXI, el desarrollo del “turismo de sol y playa”, con el “descubrimiento” de Mojácar, ha constituido un punto de inflexión histórico para la zona, transformándose en lugar de encuentro y residencia para ciudadanos de diferentes partes del mundo. Cabe destacar, que se ha mantenido una línea arquitectónica bastante “respetuosa” con el entorno, que la desmarcan, afortunadamente, de otras zonas, confiriéndole una personalidad única, en Turre destacan la construcción de las urbanizaciones de Cortijo Grande y Cortijo Cabrera. Durante las últimas décadas la economía de Turre ha girado en torno al sector servicios que continúa en auge, comercios, restaurantes y bares pertenecientes, por lo general, a pequeños empresarios autónomos.

## Geografía humana

### Organización territorial
Además de la cabecera municipal, Turre cuenta también con varias entidades de población según el nomenclátor publicado por el Instituto Nacional de Estadística: El Cortijo Grande, La Carrasca, Cortijo Cabrera, Los Moralicos, Royo Morera y La Fuente del Royo.

### Demografía
Población y tasa de crecimiento demográfico
Cuenta con una población de 4209 habitantes (INE 2024).
| Gráfica de evolución demográfica de Turre entre 1842 y 2021                                                           |
| |
| Población de derecho según los censos de población del INE. Población de hecho según los censos de población del INE. |

| Nacionalidad | Hombres | Mujeres | Total | %      | Proporción |
| ------------ | ------- | ------- | ----- | ------ | ---------- |
| Española     | 1246    | 1180    | 2426  | 59.6 % |            |
| Extranjera   | 864     | 777     | 1641  | 40.3 % |            |

Migración
| País                 | Hombres | Mujeres | Total | %      | Proporción |
| -------------------- | ------- | ------- | ----- | ------ | ---------- |
| Reino Unido          | 433     | 437     | 870   | 53.0 % |            |
| Marruecos            | 144     | 77      | 221   | 13.5 % |            |
| Rumania              | 78      | 84      | 162   | 9.9 %  |            |
| Perú                 | 45      | 8       | 53    | 3.2 %  |            |
| Francia              | 12      | 15      | 27    | 1.6 %  |            |
| Alemania             | 14      | 10      | 24    | 1.5 %  |            |
| Colombia             | 5       | 18      | 23    | 1.4 %  |            |
| Pakistán             | 12      | 6       | 18    | 1.1 %  |            |
| Argentina            | 10      | 6       | 16    | 0.9 %  |            |
| Ecuador              | 8       | 7       | 15    | 0.9 %  |            |
| Italia               | 11      | 4       | 15    | 0.9 %  |            |
| Ucrania              | 8       | 5       | 13    | 0.7 %  |            |
| China                | 5       | 5       | 10    | 0.6 %  |            |
| Argelia              | 5       | 3       | 8     | 0.4 %  |            |
| Cuba                 | 3       | 4       | 7     | 0.4 %  |            |
| Venezuela            | 2       | 5       | 7     | 0.4 %  |            |
| República Dominicana | 4       | 1       | 5     | 0.3 %  |            |
| Polonia              | 0       | 4       | 4     | 0.2 %  |            |
| Bolivia              | 2       | 1       | 3     | 0.1 %  |            |
| Brasil               | 0       | 2       | 2     | 0.1 %  |            |
| Chile                | 2       | 0       | 2     | 0.1 %  |            |
| Nigeria              | 2       | 0       | 2     | 0.1 %  |            |
| Rusia                | 0       | 2       | 2     | 0.1 %  |            |
| Senegal              | 2       | 0       | 2     | 0.1 %  |            |
| Bulgaria             | 0       | 1       | 1     | 0.06 % |            |
| Paraguay             | 0       | 1       | 1     | 0.06 % |            |
| Portugal             | 1       | 0       | 1     | 0.06 % |            |

### Economía
La economía turrera se ha sostenido históricamente por dos pilares fundamentales, agricultura y ganadería, hasta principios de la década de los 80 con la llegada del turismo, el auge de la construcción con el llamado "Boom Inmobiliario" y la irrupción del sector de servicios, con comercios, restaurantes y bares de autónomos locales.

#### Transporte y comunicaciones
- Vehículos turismos (2005): 1586
- Autorizaciones de transporte taxis (2006): 3
- Autorizaciones de transporte mercancías (2006): 36
- Autorizaciones de transporte viajeros (2006): 3
- Vehículos matriculados (durante el año 2006): 170
- Vehículos turismos matriculados (durante el año 2006): 110

#### Otros indicadores
- Oficinas bancarias (2006): 2
- Consumo de energía eléctrica (2005): 9122
- Consumo de energía eléctrica residencial (2005): 5583
- Líneas telefónicas (2006): 1008
- Líneas ADSL en servicio (2006): 211
- Renta media familiar disponible por habitante (2003): entre 9300 y 10 200€
- Variación de la renta media familiar disponible por habitante (2003): entre el 42 % y el 50 % sobre la media nacional

#### Catastro
Año 2005:
- IBI de naturaleza urbana: número de recibos 2016
- IBI de naturaleza rústica: número titulares catastrales 1164
- Número de parcelas catastrales: solares 413
- Número de parcelas catastrales: parcelas edificadas 1238

#### IRPF
Año 2004:
- Número de declaraciones: 714
- Rentas del trabajo: 5.348.958,80€
- Rentas netas en estimación directa: 911.882,30€
- Rentas netas en estimación objetiva: 613.925,70€
- Otro tipo de rentas: 628.936,10€
- Renta neta media declarada: 10.511,49€

#### Impuestos de Actividades Económicas
Año 2005:
- Situaciones de alta en actividades empresariales: 299
- Situaciones de alta en actividades profesionales: 22
- Situaciones de alta en actividades artísticas: 1

#### Evolución de la deuda viva municipal
| Gráfica de evolución de Deuda viva del Ayuntamiento de Turre entre 2008 y 2020                                |
| |
| Deuda viva del Ayuntamiento de Turre en miles de Euros según datos del Ministerio de Hacienda y Ad. Públicas. |

#### Empleo
- Paro registrado mujeres (2006): 63
- Paro registrado hombres (2006): 54
- Paro registrado extranjeros (2006): 15
- Contratos registrados mujeres (2006): 215
- Contratos registrados hombres (2006): 639
- Contratos registrados indefinidos (2006): 53
- Contratos registrados temporales (2006): 801
- Contratos registrados extranjeros (2006): 350
- Trabajadores eventuales agrarios subsidiados mujeres (2005): 20
- Trabajadores eventuales agrarios subsidiados hombres (2005): 7

#### Sectores
Sector primario
Cultivos herbáceos, año 2005, superficie de 444 ha: 
- Principal cultivo de regadío: Lechuga
- Principal cultivo de regadío: 200 ha.
- Principal cultivo de secano: Cereales de invierno para forrajes
- Principal cultivo de secano: 34 ha.

Cultivos Leñosos, año 2005, superficie de 400 ha:
- Principal cultivo de regadío: Naranjo
- Principal cultivo de regadío: 121 ha.
- Principal cultivo de secano: Almendro
- Principal cultivo de secano: 142 ha.

Sector secundario
Sector terciario
Establecimientos con actividad económica, año 2005:
- Sin empleo conocido: 19
- Menos de 5 trabajadores: 204
- Entre 6 y 19 trabajadores: 20
- De 20 a más trabajadores: 1
- Total establecimientos: 244
- Restaurantes (2003): 9
- Hoteles (2005): 0
- Pensiones (2005): 2
- Plazas en hoteles (2005): 0
- Plazas en pensiones (2005): 42

## Símbolos
Bandera
Paño rectangular, de proporciones 2/3, dividido verticalmente en tres partes iguales, blancas las extremas y verde la central en cuyo interior se encuentra un sol amarillo de dieciséis rayos ondulados.
Escudo
Consta de tres cuarteles, los dos primeros de igual tamaño ocupando la parte superior y el tercero, de mayor tamaño que los anteriores en la parte inferior. El primer cuartel contiene, sobre fondo verde, una torre coronando a dos líneas azules y de plata, representativas estas del Río de Aguas. El pueblo se creó alrededor de una torre atalaya. En el segundo cuartel y sobre fondo azul, aparece el sol representando al suave clima. El sol significa claridad, verdad, unidad, gracia, majestad, abundancia y riqueza; es símbolo de liberalidad y benevolencia. El fondo azul, representa el cielo claro. En el tercer cuartel, figura una espiga granada y de oro, separada por una llave de plata que denota reposo, tranquilidad y seguridad, todo ello sobre fondo verde. La espiga es el atributo normal de la vida y del crecimiento, de la abundancia y de la tierra fértil, del trabajo y del sustento. Sobre el escudo se halla la corona imperial de oro, con ocho florones y un bonete de escarlata, abierta por el medio y manteniendo a cada lado dos diademas cargadas de perlas, a un lado y otro de la abertura. En el eje de la abertura hay una tercera diadema que sostiene un globo centrado y terminado en cruz. Esto responde a que Turre siempre fue lugar de realengo, es decir, el señor era directamente el Rey.

## Política

### Gobierno municipal
Alcaldía
| Legislatura | Nombre                                                                        | Partido Político                  |
| ----------- | ----------------------------------------------------------------------------- | --------------------------------- |
| 1979-1983   | Juan Vicente Baraza (1979-1980) Martín Grima Grima                            | PSOE                              |
| 1983-1987   | Francisco Sánchez Haro                                                        | PSOE                              |
| 1987-1991   | Francisco Sánchez Haro                                                        | PSOE                              |
| 1991-1995   | Francisco Sánchez Haro                                                        | PSOE                              |
| 1995-1999   | Damián Arturo Grima Cervantes                                                 | Agrupación Independiente de Turre |
| 1999-2003   | José Navarro Alosno                                                           | PSOE                              |
| 2003-2007   | José Navarro Alonso                                                           | PSOE                              |
| 2007-2011   | Damián Arturo Grima Cervantes (2007-2008) Francisco Ortega Soler (2008-2011)  | PP PSOE                           |
| 2011-2015   | Damián Arturo Grima Cervantes                                                 | PP                                |
| 2015-2019   | Martín Ramón Morales Fuentes (2015-2017) María Isabel López Alias (2017-2019) | IULV-CA PSOE                      |
| 2019-2023   | Martín Ramón Morales Fuentes (2019-2021) María Isabel López Alias (2021-2023) | IULV-CA PSOE                      |
| 2023-act.   | María Isabel López Alias (2023) Damián Arturo Grima Cervantes (2023-act.)     | PSOE PP                           |

## Servicios públicos

### Educación
En Turre se puede encontrar el CEIP María Cacho Castrillo, con enseñanza hasta los 14 años, debiendo el alumnado acudir al IES Rey Alabez, en Mojácar.

### Sanidad
El municipio cuenta con un consultorio, dependiente del Hospital La Inmaculada, abierto de lunes a viernes.

## Cultura

### Patrimonio
Civil
- Ruinas de los poblados de Cabrera y Teresa: dichos poblados existían con anterioridad a la fundación de Turre como pueblo, hay constancia de restos argáricos en estas zonas y posiblemente los asentamientos medievales se iniciaron en el siglo VIII d. C.para consolidarse con el paso del tiempo gracias a su localización, cercana a fuentes de agua, y a la protección de la sierra. En la actualidad, de Teresa quedan restos de gran valor arqueológico (entre ellos, de un acueducto y un molino) así como los de una iglesia de 1505 sobre una mezquita. Cabrera se ha convertido en una zona residencial que, gracias al estilo neoárabe de sus nuevas construcciones, logra no romper la armonía del paisaje, aquí se pueden contemplar restos de la antigua muralla de la mezquita y una torre Vigía del siglo XI que haría las funciones de alminar dada su proximidad al templo.

Religioso
- Ermita de San Francisco de Asís: con exactitud no se puede saber la fecha de su construcción, se intuye que en dicho emplazamiento siempre hubo un edificio de uso religioso ya fuera mezquita o ermita. Se trata de una construcción realizada en mampostería de piedra, cal y yeso componiendo fuertes muros, la planta es rectangular con una sola nave, cubierta de madera a dos aguas. En su parte externa, se observan unos contrafuertes en el lateral y capillas a ambos lados, soluciones que se adoptaron para contrarrestar el peso del techo. En la fachada se colocó con posterioridad una espadaña para albergar la campana.
- Iglesia Parroquial de la Purísima Concepción: la actual iglesia parroquial de Turre ocupa el solar de la antigua, construida en la primera mitad del siglo XVI, cuando los mudéjares expulsados de Mojácar se asentaron en Turre. El día 9 de mayo de 1859, después de llevar varios años amenazando ruina, se desplomó el artesonado mudéjar de la primitiva iglesia. Inmediatamente, se proyectó la construcción de un nuevo templo que pudiera albergar a todos los feligreses de una población en crecimiento constante. En un principio, era deseo del Obispado la creación de una sede central de la actividad religiosa de la comarca, por lo que el arquitecto provincial, Martín Baldó, se encargó del proyecto y de dirigir las obras, costeadas en buena medida con los generosos donativos que aportó D. Gabriel Sánchez Alarcón. La Iglesia, es ecléctica en su exterior, mientras que el interior responde a un tipo de templo muy extendido en todo el Levante español: tres naves cubiertas con bóveda de cañón, las laterales más bajas que la central. La cubierta del crucero queda resuelta con una cúpula de media naranja, sin linterna. El decorado responde a soluciones del barroco tardío, molduras en cornisas y medias cañas en las pilastras, que se realzan por medio de una combinación pictórica de colores: dorado, azulete (líneas y rocallas) y celeste en los fondos. El edificio actual se empezó a construir en 1863, finalmente fue bendecida en 1888. Sus gruesos muros son de cantería y se elevan formando una estructura pétrea. De estilo neogótico-mudéjar, la planta es de cruz latina, con tres naves y crucero, alzándose el presbiterio en la cabecera. El crucero central está coronado por una cúpula octogonal sobre pechinas. La fachada principal presenta una torre adosada a la derecha, con campanario neo-mudéjar. En su interior, destacan las tallas de Nuestro Padre Jesús Nazareno y Nuestra Señora Virgen de los Dolores, realizadas tras la guerra civil española debido a la destrucción de las antiguas junto con el retablo de la propia Iglesia, y la talla de San Juan Evangelista, anterior al acontecimiento bélico y de incalculable valor histórico y patrimonial.
- Ermita de la Purísima Concepción de La Carrasca: se empieza a construir en 1889 por iniciativa de los habitantes de La Carrasca y otras cortijadas para sustituir a la desaparecida Iglesia de Cabrera. Esta ermita tiene mucho significado para los serranos, pues se levantó gracias a una colecta y a la donación que los participantes en su construcción hicieron de sus jornales. Es bastante similar en su estructura a la de Turre, con una sola nave, si bien lleva contrafuertes a ambos lados y para su techumbre se han utilizado tejas.

### Patrimonio cultural inmaterial
Festividades
El día 4 de octubre es su fiesta mayor, en honor a San Francisco de Asís, su santo predilecto, protector y patrón del pueblo junto a la Purísima Concepción.
Existen otras fiestas en Sierra Cabrera como la de Los Moralicos en honor a la Virgen de la Candelaria el 2 de febrero, la de Cabrera en el mes de junio, El Rollo Morera a finales de agosto y La Carrasca a principios de septiembre.
Matanza Tradicional de Sierra Cabrera
Desde el año 2007 se vienen celebrando en el municipio de Turre unas jornadas gastronómicas encaminadas al conocimiento y degustación de los productos elaborados a partir de la tradicional matanza del cerdo en las fechas previas y posteriores a la Navidad. En este caso esta convocatoria es cada año en el puente de la Constitución y el Pilar en los alrededores del 6 y 8 de diciembre. Se degustan tanto los embutidos típicos como longanizas, chorizos, rellenos, morcillas y butifarras, como los platos típicos que se comen en estos eventos como el arroz de matanza, las migas con tropezones, las patatas adobadas, el remojón, guisado de col, las patatas al ajo cabañil, entre otros.

#### Día de la Vieja
Se celebra veintiún días después del miércoles de ceniza y significa "partir la cuaresma", siempre coincide con un jueves que suele pertenecer a finales de febrero o de marzo, consiste en romper un muñeco de trapo que representa a la vejez, organizándose una comida en el campo, niños y mayores disfrutan de esta festividad que se alarga desde hace muchos años y que hoy día se ha convertido en punto fijo en la agenda de todos, también tradición que la gente joven suba a la sierra el día anterior y trasnoche allí, al calor de la lumbre la fiesta, el cante y los chascarrillos están asegurados.

#### Semana Santa
Mención especial tiene la Semana Santa del municipio, declarada de interés turístico debido a distintas tradiciones únicas; es una etapa del año muy emotiva, la cual todos los turreros/as y foráneos/as viven con gran ilusión, entusiasmo y devoción, tres hermandades se encargan de organizarla: Ssa. Hdad. de Nuestra Señora Virgen de los Dolores de Turre, Ssma. Hdad. de Nuestro Padre Jesús Nazareno de Turre y Ssa. Hdad. San Juan Evangelista de Turre.
Comienza 13 días antes del Domingo de Resurrección con "las novenas", cuya duración es de una semana cada una, precedidas por una misa consisten en el canto por parte de un denominado "Coro Noveno", durante la primera semana, a los Tres Clavos de Jesús, representando a su vez, las tres virtudes teologales: Fe, Esperanza y Caridad, de la imagen del Nazareno (perteneciente a la Ssma. Hdad. de Nuestro Padre Jesús Nazareno de Turre) y, en la segunda semana, a los Siete Dolores de María representados por siete flechas en el corazón de la imagen de la Virgen (perteneciente a la Ssa. Hdad. de Nuestra Señora Virgen de los Dolores de Turre):
- Primer dolor: La profecía de Simeón en la presentación del Niño Jesús.
- Segundo: La huida a Egipto con Jesús y José.
- Tercero: La pérdida de Jesús.
- Cuarto: El encuentro de Jesús con la cruz a cuestas camino del calvario.
- Quinto: La crucifixión y la agonía de Jesús.
- Sexto: La lanzada y el recibir en brazos a Jesús ya muerto.
- Séptimo: El entierro de Jesús y la soledad de María.

El último día de "las novenas" de la Virgen, bautizado como el "Viernes de Dolores", se hace la novena igual a las anteriores, con la particularidad de que cada vez que se empieza un "Dolor" (canto o alabanza) la Virgen de los Dolores abre los brazos para bendecir al pueblo, este día la Iglesia se encuentra a rebosar y el encargado de mover los brazos de la imagen suele ser un niño que se introduce dentro del manto y mueve las manos de la Señora del Pueblo mediante un sistema de palillos interno en la imagen, los momentos de emoción y pasión que se viven durante la misa son señal del comienzo de la Semana Grande de la Semana Santa turrera.
Tras la misa de "la novena" de "Viernes de Dolores" el siguiente acto tiene lugar dos días después, el Domingo de Ramos, en él se realiza una procesión-representación en la que todas las personas que asisten portan una palma la cual es bendecida por el sacerdote al llegar a la Iglesia, es tradición que los niños hagan procesión teatral formando así una representación de Jesús llegando a Jerusalén, son típicas las figuras de palma blanca y, también a modo de representación de la multiplicación de pan y pescado por parte de Jesús, el reparto de pan bendecido en la Plaza de la Constitución sobre una barca.
Al siguiente miércoles se realiza la procesión del Vía Crucis por parte de la Hdad. del Señor, con la imagen de Jesús atado a una columna, la solemnidad, el respeto y el silencio son protagonistas en esta procesión.
El Jueves Santo por la noche se realiza en el templo local una representación de la vida de Jesús, todos los milagros que hizo, su enclavamiento, muerte y resurrección. Acto seguido, tiene lugar una procesión en la que desfilan las tres imágenes; la Virgen de los Dolores con paso de palio y trabajaderas a hombros, Nuestro Padre Jesús con el cáliz con paso también trabajado a hombros y, con su palma blanca en la mano, la imagen de San Juan Evangelista con trabajadera a hombro, Turre se viste esta noche de pasión y devoción, las saetas levantan el bello en las esquinas del pueblo, bonita e impresionante estampa la que se vislumbra cuando las tres hermandades entran por las estrechas y angostas calles de "Turre Viejo" (Casco antiguo del pueblo) a la luz de las candilerías.
Al alba del Viernes Santo sale el Señor Crucificado (Ssma. Hdad. de Nuestro Padre Jesús Nazareno de Turre), procesión solemne y sobria en la que los hombres del pueblo tradicionalmente arman el paso, muy típicos los churros y buñuelos con chocolate en la plaza, a estas horas en las que el frío de Sierra Cabrera rompe con más fuerza.
Al mediodía del Viernes Santo salen de nuevo las tres imágenes juntas en la procesión de "El Encuentro", una de las más esperadas, de larga tradición y público de todas partes, la procesión se divide una vez que están a la altura del Club Social de la Tercera Edad, la Hdad. del Señor se desvía por la Calle Sorroche, la Hdad. de San Juan y la Hdad. de la Virgen continúan hasta la Plaza de la Constitución a la altura de la fuente.
Una vez allí se producen por primera vez en la Semana Grande las famosas "Corridas de San Juan" en dos fases que levantan el asombro entre grandes y pequeños, San Juan va hacia donde está el Señor y cuando lo encuentra llevando la cruz a cuestas, vuelve corriendo a contárselo a la Virgen de los Dolores, pero esta no le cree, por lo que San Juan vuelve de nuevo a buscar a el Señor y acaba haciendo el recorrido hasta tres veces, una vez convencida van San Juan y la Virgen de los Dolores a buscarlo, siempre corriendo, para comprobar que efectivamente su hijo lleva la cruz a cuestas, pero al llegar unos romanos les cierran el paso cruzando sus lanzas.
Una vez que ha terminado la fase de El Encuentro, el Señor continúa su camino por la Calle Sorroche, en representación de su camino hacia el Calvario donde lo van a crucificar. La segunda fase, cuando llega nuevamente a la plaza el Señor se para, hasta él va San Juan y ve que lo van a crucificar, este corre de nuevo a contárselo a la Virgen de los Dolores, y ocurre lo mismo que antes, la Virgen de los Dolores no le cree y San Juan hace ese trayecto corriendo hasta tres veces, cuando ya la Virgen de los Dolores lo acepta y va con él corriendo a descubrir que a su hijo amado lo van a crucificar, la representación de "El Encuentro" está considerada de Interés Turístico, tras la procesión típico es el tapeo de este día, que se hace con pescado debido a la Cuaresma, siendo el bacalao el ingrediente estrella los Viernes Santos turreros.
Esa noche se produce la procesión del "Santo Entierro", una de las más solemnes del Levante Almeriense, el luto y la seriedad priman en esta lúgubre noche, salen de nuevo las tres hermandades, la Hdad. del Señor con dos tronos trabajados a hombros, uno con la Sagrada Cruz y la Sábana Santa y el otro con el Santo Sepulcro y la imagen de Cristo desenclavado en su interior, escoltado por la Guardia Civil y tras el cual marcan la procesión las autoridades políticas competentes junto con el párroco y las "manolas", mujeres vestidas de luto con mantilla y peineta que lloran la muerte de Jesucristo, tras ellos la Hdad. de San Juan, con sus costaleros de traje oscuro y guante blanco en señal de respeto, y cerrando, la Hdad. de la Virgen completamente de luto, suenan los tambores y las cornetas en Turre y la seriedad es tal que, esta noche, ni las saetas se aplauden.
Al finalizar la procesión del "Santo Entierro", la Hdad. de la Virgen realiza la procesión de "La Soledad", en la que la Virgen sale buscando a su amado hijo, esta procesión no tiene música y solo se oyen los rezos de los asistentes a la misma.
El Sábado Santo por la noche, se realiza la "Vigilia Pascual" o "Ágape Fraterno", misa en la cual comienza a resurrección de Jesús. La Iglesia permanece abierta durante toda la noche.
Y llega el día más grande de la Semana Santa turrera, el que pone fin a la misma pero que, a diferencia de en otros lugares, es el más multitudinario, vistoso y con más afluencia de público, el Domingo de Resurrección se produce la procesión de "El Resucitado" y se llevan a cabo, por segunda vez las Corridas de San Juan, y también las levantás al cielo de las tres hermandades y los respetuosos "bailes" de las mismas.
Por la mañana, al igual que los días anteriores salen de nuevo las tres imágenes, con la diferencia que la Hdad. del Señor, que porta la imagen de El Resucitado, toma otro camino para llegar a la Plaza de la Constitución. La Virgen de los Dolores y San Juan hacen el recorrido del Viernes Santo por la mañana, una vez en la Plaza de la Constitución, a la altura de la fuente, San Juan corre la escalera de la Plaza, para ver que el Sepulcro está vacío (el propio sepulcro se coloca en las escaleras en representación de la tumba vacía de Jesucristo), tal es la sorpresa y el impacto que va a contárselo a la Virgen de los Dolores de nuevo, repitiendo el proceso del Viernes Santo. Desde allí, San Juan corre hacia la plaza donde se encuentra El Resucitado, volviendo de nuevo a contárselo a la Virgen de los Dolores repitiéndose el proceso otras dos veces, hasta que la penosa madre cede y va con él a reencontrarse con su amado hijo, este es el momento más emotivo y esperado por todos, se sueltan palomas al cielo, se tiran cohetes, las bandas tocan y la plaza a rebosar se convierte en un estallido de alegría, las hermandades cambian sus túnicas a colores más alegres, a la Virgen de los Dolores se le quita el luto y se la viste con un manto celeste-oro y se levantan los tronos hasta arriba al grito de "¡Al cielo con él/ella!", también se baila con los tronos (se zarandean levemente), la procesión termina con un pequeño pero emocionante concierto de música de Semana Santa en la Iglesia. Al finalizar las hermandades montan una barra en la plaza para recaudar fondos y toda esa tarde el pueblo es un hervidero de gente, alegría y buen humor.

##### Reglamento entre Hermandades (1884)
Capítulo I: (De las Hermandades en general)
- Artículo 1.º: Las hermandades de Jesús, María y San Juan, que se hallan constituidas en el día de la fecha, se obligan a llevar a efecto todos los años funciones de los pasos o representaciones de la pasión y muerte de Ntro. Señor Jesucristo, que desde tiempo inmemorial se vienen verificando en esta villa.
- Artículo 2.º: Si alguna de las hermandades se opusiera a la celebración de las funciones que prescribe el artículo anterior, los demás tienen derecho a disponer de todo cuanto posea la hermandad opuesta y sea necesario para la función que haya de celebrarse, según la costumbre que venga establecida. En el caso de que sean dos hermandades las que se opongan, la tercera restante tendrá el derecho que se prescribe en el párrafo anterior.
- Artículo 3.º: En los casos que marca el artículo anterior, la hermandad o hermandades que lleven a efecto las funciones tienen el derecho a percibir los productos de aquel año, quedando en su favor cualquier cantidad sobrante que hubiera, satisfechos que sean los gastos que se originen.
- Artículo 4.º: Las funciones a que se refiere el artículo 1.º se celebrarán precisamente en la contigua a la Iglesia parroquial de esta villa y en la parte que se comunica con la puerta segunda de dicha iglesia.
- Artículo 5.º: Llegado que sea el Miércoles Santo de cada año se reunirán los mayordomos y de acuerdo con el Párroco marcarán las dimensiones que ha de tener el sitio destinado al paso, el que se reserve a las autoridades y el que quede para ser ocupado por el público. En la misma forma se prepara los tribunales, tablados y demás que sea necesario. Queda reservado al predicador indicar el sitio en que ha de colocarse el púlpito. Cualquier desacuerdo en lo consignado en este artículo será resuelto definitivamente por el Párroco o Coadjunto que haga sus veces.
- Artículo 6.º: Una vez acordado todo lo prescrito en el artículo anterior se procederá a la composición de la plaza para que esté concluida el Jueves Santo por la mañana, con el fin de que el público pueda ir colocando sus asientos. Todos los gastos que se originen en esta composición serán de cuenta de las tres hermandades, divididas por partes iguales.
- Artículo 7.º: Las hermandades se constituirán en el sitio de la función a la hora que el predicador designe, llevando todas las insignias y colocándose mientras dure aquella en el lugar que con anterioridad se les tendrá señalado. Queda desde luego prohibido en absoluto el uso de las insignias que tienen cada hermandad fuera de las funciones de Semana Santa.
- Artículo 8.º: Cada hermandad tiene derecho a nombrar el predicador de su respectiva función.
- Artículo 9.º: Los Mayordomos cuidarán cada uno en su paso de que esté despejada la plaza, reclamando para ello, si necesario fuese, el auxilio de las autoridades. Cuidarán igualmente que en las procesiones no se coloque público entre las hermandades; para lo cual, así como para sostener el orden, cada mayordomo nombrará uno o dos de sus hermanos que le ayuden a este objeto.

##### Corridas de San Juan
En verano la fiesta de San Juan Bautista (24 de junio) en cuya noche los turreros se acercan al agua bien a las fuentes, al río o a la playa la noche de San Juan, fiesta pagana donde las haya, que celebra el solsticio de Verano, y que lleva celebrándose desde hace miles de años. Los cristianos, simplemente se limitaron a hacerla coincidir con San Juan, de manera que lenta pero inexorablemente, hemos casi olvidado su significado primero.
Fiesta de Santiago (25 de julio) es las fiestas del barrio de Turre Viejo, Fiesta de la Carrasca y su tradicional representación de “Moros y Cristianos”; las fiestas patronales de San Francisco de Asís en octubre, donde son muy originales las carreras de cintas cuyo origen se remonta a los s.XV y XVII (relacionados con los antiguos torneos caballerescos).
En Navidad, el día de Nochebuena con la salida a pedir aguinaldos cantando.
Tradiciones
En Turre desde antiguo se ha conservado el gusto de narrar poéticamente los acontecimientos se han ido sucediendo, esto ha quedado plasmado en guajiras, que son fuentes orales que hacen conocer Turre a través de los siglos, siendo una herencia cultural importante.
También son significativos los “cantos para bailar, que se conocen como Carreras, donde se improvisan letras sin una base fija.
La Fiesta de Las Jornadas gastronómicas de La Matanza Tradicional de Sierra Cabrera, que se celebran en el puente de la constitución a principios de diciembre en la que los conocedores de las recetas típicas nos muestran su elaboración y podemos degustar los productos.
El juego del boliche, antiguamente se jugaba con 6 bolas, se apuesta y se termina la noche de Reyes, peculiaridad de un juego que solo se conoce en Turre.
La Cencerrada cuando se casa un viudo/a.
Otra costumbre es la de hacer luminarias la víspera de la Virgen de Agosto.

### Gastronomía
Platos típicos de la gastronomía turrera:
- Zanguangua, plato muy refrescante, recomendado para el verano, se sirve muy frío.
- Caldo pimentón (pescado o almejas, patatas, pimientos secos, tomate, ajos y agua).
- Gachas con Caldo (harina de panizo, pescado, patatas, cebolla, ajo fresco, tomate, aceite, sal y agua).
- Papas al ajo cabañil (patatas, tomate, ajo, sal, pimentón, agua, vinagre y perejil).
- Olivas aliñadas.
- Gurullos.
- Masa torrá.
- Pelotas.
- Morcilla de matanza.
- Relleno Crudo.
- Olla de trigo.
- Ajo colorao.
- Caracoles en salsa picante.
- Sardinas en escabeche.
- Tortas de chicharrones.